# Миллер, Дэвид Уильям
Дэвид Уильям Миллер (англ. David William Miller, 19 августа 1942, Уотфорд — 20 ноября 2024) — английский философ и выдающийся представитель критического рационализма. Преподавал на факультете философии Уорикского университета в Ковентри, Великобритания, в качестве лектора по философии. Он был почётным казначеем Британского общества философии науки.
Он получил образование в школе Вудбридж и Питерхаусе в Кембридже. В 1964 году он начал изучать логику и научный метод в Лондонской школе экономики. Вскоре после этого он стал одним из научных сотрудников Карла Поппера. В серии статей 1970-х годов Миллер и другие обнаружили дефекты в формальном определении правдоподобия Поппера, которое ранее в основном игнорировалось в теории Поппера. В последующие два десятилетия появилась обширная литература, включая статьи Миллера, для оценки возможности исправления подхода Поппера.
Книга Миллера «Критический рационализм: новое утверждение и защита» представляет собой попытку разъяснить, защитить и расширить подход к научному знанию, отождествляемый с Поппером. Центральный, «не совсем оригинальный» тезис заключается в том, что рациональность не зависит от веских причин. Скорее, лучше без них, тем более, что они недоступны и непригодны для использования.

## Книги Дэвида Миллера
- «Крокет и как в него играть», в соавт. с Рупертом Торпом, 1966
- «Выбор Поппера», 1985
- «Критический рационализм: новое утверждение и защита[англ.]», 1994
- «Из ошибки: дальнейшие очерки критического рационализма», 2006